# ユリア・ソルダトワ
ユリア・ソルダトワ（ロシア語:Юлия Николаевна Солдатова、ラテン翻字：Julia Nikolayevna Soldatova、1981年5月17日 - ）は、ロシア出身の女性フィギュアスケート選手。2002年ソルトレイクシティオリンピック女子シングルベラルーシ代表。1997-1998年世界ジュニアフィギュアスケート選手権女子シングル優勝。現在はフィギュアスケートコーチ。
ロシア語読みでは「ユーリヤ・サルダータヴァ」が近い。

## 来歴
4歳からスケートを始める

1997-1998年シーズン世界ジュニアフィギュアスケート選手権とJGPシリーズファイナルで優勝。

1998-1999年シーズン世界選手権で3位。
1999-2000年シーズンロシア選手権で4位となりヨーロッパ選手権にも世界選手権に派遣されなかった。この事でソルダトワは連盟の裁定に不満を持つ。このシーズンでコーチをエレーナ・チャイコフスカヤに変えた。

### 国籍移籍について
1999-2000シーズン後にコーチをエレーナ・チャイコフスカヤに変更した。その際、チャイコフスカヤはソルダトワにベラルーシで指導するのでソルダトワにもベラルーシに来るように言い、国籍もベラルーシとして国際大会に出るように、と提案してきた。当初ソルダトワに国籍変更の意思はなく、何故ベラルーシ国籍で競技をしなければならないのか理解出来なかった。友人のマリア・ブッテルスカヤやピセーエフ連盟会長もソルダトワに対し「チャイコフスカヤ先生について行くのは賛成しない」と助言を貰っていたが、最終的に五輪出場を期待してベラルーシ移籍を決心してしまった
コーチの指示に従ってベラルーシ国籍に移し、2000-2001シーズン、2001-2002シーズンの世界選手権はそれぞれ20位と18位だった。ベラルーシ国内に競争相手がおらず2002年ソルトレイクシティオリンピックも容易に出場でき18位になったがソルダトワとコーチの師弟関係は悪化して解消した
2002-2003年シーズンよりロシア国籍に戻し再びクドリャフツェフ夫妻に師事した。ロシア選手権で2位に入るがISUの規定により国籍を変えた後は2シーズン国際大会には出られないルールで世界選手権には出場できなかった。その後怪我もあり引退した。

### コーチとして
2007年より　コーチとしてモスクワモスクヴィッチにて指導開始している。

現在、ノービスクラス、ジュニアクラスの選手を複数指導している

## 主な戦績
| 大会/年                      | 1997-98 | 1998-99 | 1999-00 | 2000-01 | 2001-02 | 2002-03 | 2003-04 |
| ---------------------------- | ------- | ------- | ------- | ------- | ------- | ------- | ------- |
| オリンピック                 |         |         |         |         | 18      |         |         |
| 世界選手権                   |         | 3       |         | 20      | 18      |         |         |
| 欧州選手権                   |         | 2       |         |         |         |         |         |
| ロシア選手権                 | 2       | 2       | 4       |         |         |         | 2       |
| ベラルーシ選手権             |         |         |         | 1       | 1       |         |         |
| GPファイナル                 |         |         | 4       |         |         |         |         |
| GPスケートアメリカ           |         |         | 2       |         |         |         |         |
| GPスケートカナダ             |         |         | 2       |         |         |         |         |
| GPロシア杯                   |         |         | 2       |         |         |         |         |
| GPラリック杯                 |         |         |         | 6       |         |         |         |
| カールシェーファーメモリアル |         |         |         | 1       |         |         |         |
| ネーベルホルン杯             |         |         |         |         | 10      |         |         |
| 世界Jr.選手権                | 1       |         |         |         |         |         |         |
| JSファイナル                 | 1       |         |         |         |         |         |         |
| JSハンガリー杯               | 1       |         |         |         |         |         |         |
| JSブラオエン・シュベルター杯 | 2       |         |         |         |         |         |         |